# La Nebbiosa
La Nebbiosa è una sceneggiatura di Pier Paolo Pasolini del 1959, commissionatagli dall'industriale milanese Renzo Tresoldi, e su cui fu basato il film Milano nera del 1963. Gli autori del film (Gian Rocco e Pino Serpi) modificano però profondamente il testo di Pasolini.
La Nebbiosa è un racconto noir che narra le gesta di alcuni teddy boy nella Milano del boom nascente, durante la notte di capodanno, scritto dopo un'esplorazione di prima mano tra corso Buenos Aires, Metanopoli, Novate, Bollate e diverse altre periferie milanesi.
La sceneggiatura è stata pubblicata prima sulla rivista Filmcritica nel 1995 e quindi in volume nell'autunno del 2013 per Il Saggiatore.
Nel mese di febbraio 2017 il Teatro Franco Parenti di Milano ospita la versione teatrale de La Nebbiosa, ad opera della compagnia Linguaggicreativi di Milano, con la regia di Paolo Trotti e gli attori Stefano Annoni e Diego Paul Galtieri. Lo spettacolo vince il premio "Next – Laboratorio di idee per la produzione e distribuzione dello spettacolo dal vivo lombardo”, ideato e promosso da Regione Lombardia, in collaborazione con Fondazione Cariplo.